# Doppia laurea
La doppia laurea è un programma congiunto di studio, dove due o più università, anche di diversi Paesi, si accordano in modo tale da permettere agli studenti di frequentare il corso di studio, suddividendolo nelle diverse sedi.
Grazie a questo programma, lo studente quando riceve il titolo accademico, questo ha validità in ogni Stato che ha partecipato al suo progetto di doppia laurea..  È necessario che le università abbiano in precedenza raggiunto degli accordi bilaterali.
Gli studenti possono ricevere un certificato di laurea congiunto (joint degree) riconosciuto da più sistemi nazionali oppure due vere e proprie qualifiche separate (double degree).